# Conophyma jakovlevi
Conophyma jakovlevi är en insektsart som beskrevs av Bei-bienko 1936. Conophyma jakovlevi ingår i släktet Conophyma och familjen Dericorythidae. Inga underarter finns listade i Catalogue of Life.